# AC La Dominante
AC La Dominante was een Italiaanse voetbalclub uit Genua.

## Geschiedenis
De club werd in 1927 opgericht na een gedwongen fusie tussen Sampierdarenese en Andrea Doria. De fusie werd opgelegd door het fascistische regime dat het aantal clubs per stad wilde terugdringen om zo veel mogelijk grote steden te laten vertegenwoordigen in de voetbalcompetitie. Beide clubs speelden voorheen in de schaduw van het veel succesvollere Genoa CFC. De club ging in het nieuwe Stadio del Littorio spelen. De naam La Dominante werd geïnspireerd op een bijnaam van de historische republiek Genua. 
De club startte in de nationale competitie, die toen nog in twee reeksen opgedeeld werd. In groep B met elf clubs werd de club voorlaatste en liet enkel Hellas Verona achter zich. Het volgende seizoen werd de competitie uitgebreid naar twee reeksen van zestien clubs en nu werd de club gedeeld tiende. Dit volstond niet om geselecteerd te raken voor de Série A die vanaf 1929/30 ingevoerd werd en daardoor ging de club in de nieuwe Serie B spelen. In de Serie eindigde de club derde en miste zo net de promotie naar de Serie A. 
Hierna fuseerde de club met Corniglianese en werd zo FBC Liguria. Het beoogde resultaat werd niet gehaald en de fusieclub eindigde laatste waarop de fusie ontbonden werd en Sampierdarenese, Andrea Doria en Corniglianese opnieuw zelfstandig werden. 